# ナソビア (小惑星)
ナソビア (534 Nassovia) は、小惑星帯に位置する小惑星である。
レイモンド・スミス・ドゥーガンがハイデルベルクで発見した小惑星で、プリンストン大学のナッソー・ホールのラテン語名にちなんで名づけられた。